# 냅스터
냅스터(Napster)는 주로 디지털 오디오 파일 배포와 관련된 미국의 사유 피어 투 피어(P2P) 파일 공유 애플리케이션이었다. 숀 패닝과 숀 파커가 설립한 이 플랫폼은 1999년 6월 1일에 처음 출시되었다. 서비스에서 공유되는 오디오는 일반적으로 MP3 형식으로 인코딩되었다. 이 소프트웨어가 인기를 얻으면서 회사는 저작권 침해로 인해 법적 문제에 부딪혔다. 냅스터는 여러 소송에서 패소한 후 2001년에 운영을 중단했으며 2002년 6월에 파산을 신청했다.
냅스터가 사용한 P2P 모델은 연결된 클라이언트에서 공유되는 모든 노래의 전체 목록을 색인하는 중앙 집중식 데이터베이스를 포함했다. 효과적이었지만, 이 서비스는 냅스터가 호스팅하고 결국 폐쇄될 수밖에 없었던 중앙 데이터베이스 없이는 작동할 수 없었다. 냅스터가 사라진 후, 라임와이어, 그누텔라, Freenet, FastTrack, I2P, 비트토렌트를 포함한 대체 분산형 P2P 파일 공유 방식이 등장했다.
냅스터의 자산은 결국 록시오에 인수되었고, 일반적으로 냅스터 2.0으로 알려진 온라인 음악 상점으로 다시 등장했다. 베스트 바이는 나중에 이 서비스를 구매했고, 2011년 12월 1일에 Rhapsody에 판매했다. 2016년, Rhapsody가 냅스터로 이름이 변경되면서 원래 브랜드가 복원되었다. 2022년, 냅스터 스트리밍 서비스는 두 웹3 회사인 Hivemind와 Algorand에 인수되었다. 2025년 3월, 냅스터는 Infinite Reality에 매각되었다.

## 기원
냅스터는 숀 패닝과 숀 파커가 설립했다. 처음에는 패닝이 냅스터를 독립적인 피어 투 피어 파일 공유 서비스로 구상했다. 이 서비스는 1999년 6월부터 2001년 7월까지 운영되었다. 이 기술은 사람들이 자신의 MP3 파일을 다른 참여자와 쉽게 공유할 수 있도록 했다. 원래 서비스는 법원 명령으로 폐쇄되었지만, 냅스터는 회사의 자산이 파산 절차를 통해 다른 회사에 청산되고 인수된 후에도 브랜드는 살아남았다.

## 역사
IRC, 핫라인, 유즈넷과 같이 인터넷을 통해 파일을 배포하는 것을 용이하게 하는 네트워크는 이미 존재했지만, 냅스터는 음악 MP3 파일에 특화되었고 사용자 친화적인 인터페이스를 가지고 있었다. 전성기에는 냅스터 서비스에 약 8천만 명의 등록 사용자가 있었다. 냅스터는 음악 애호가들이 오래된 노래, 미발매 녹음, 스튜디오 녹음, 콘서트 부틀렉 녹음에서 나온 노래와 같이 구하기 어려웠던 노래의 복사본을 비교적 쉽게 다운로드할 수 있도록 했다. 냅스터는 스트리밍 서비스의 길을 열었고, 잠시 동안 음악을 공공재로 변화시켰다.
대학 기숙사의 고속 네트워크는 외부 네트워크 트래픽의 61%가 MP3 파일 전송으로 구성되어 과부하가 걸렸다. 많은 대학들이 캠퍼스 내 저작권 침해를 용이하게 하는 것에 대한 우려가 있기 전에도 이러한 이유로 사용을 차단했다.

### 매킨토시 버전
이 서비스와 소프트웨어 프로그램은 처음에는 윈도우 전용이었다. 그러나 2000년에 Black Hole Media는 Macster라는 매킨토시 클라이언트를 개발했다. Macster는 나중에 냅스터에 인수되어 공식 Mac 냅스터 클라이언트("Mac용 냅스터")로 지정되었고, 이때 Macster라는 이름은 단종되었다. Macster 인수 전에도 매킨토시 커뮤니티는 다양한 독립적으로 개발된 냅스터 클라이언트를 가지고 있었다. 가장 주목할 만한 것은 2000년 초 Squirrel Software가 출시한 오픈 소스 클라이언트인 MacStar와 브라질의 Overcaster Family가 출시한 Rapster였다. MacStar의 소스 코드 공개는 모든 컴퓨팅 플랫폼에서 타사 냅스터 클라이언트에 대한 길을 열었고, 사용자에게 광고 없는 음악 배포 옵션을 제공했다.

### 법적 문제
헤비메탈 밴드 메탈리카의 노래 "I Disappear" 데모가 공식 발매 전에 네트워크를 통해 유포되었다. 이로 인해 미국 전역의 여러 라디오 방송국에서 재생되었고, 메탈리카는 유출된 노래의 존재와 함께 그들의 스튜디오 자료 전체가 냅스터에서 사용할 수 있다는 사실을 알게 되었다. 2000년 4월 13일, 그들은 냅스터를 상대로 소송을 제기했다. 한 달 후, 메탈리카와 변호사 및 법률 회사를 공유했던 래퍼이자 프로듀서인 닥터 드레는 냅스터가 그의 저작물들을 서비스에서 제거하라는 서면 요청을 거부한 후 유사한 소송을 제기했다. 별도로, 메탈리카와 닥터 드레는 나중에 냅스터에게 그들의 노래를 불법 복제하고 있다고 믿는 수천 명의 사용자 이름을 전달했다. 2001년 3월, 냅스터는 여러 주요 음반사와의 별도 소송에서 제9연방순회항소법원에 의해 폐쇄된 후 두 소송 모두를 합의했다. 2000년, 마돈나의 싱글 "Music"이 상업적 발매 전에 웹과 냅스터에 유출되어 광범위한 미디어 보도를 야기했다. 검증된 냅스터 사용은 2001년 2월 전 세계적으로 2,640만 명으로 최고치를 기록했다. 같은 달, 법원 명령에 따른 임시 폐쇄가 임박하자 냅스터는 향후 5년 동안 음반사에 10억 달러를 구독 서비스를 통해 지급하는 합의 제안을 공개했다.
2000년, A&M 레코드는 다른 여러 음반 회사들과 함께 미국 음반 산업 협회를 통해 냅스터를 상대로 DMCA에 따라 기여적 및 대리적 저작권 침해 혐의로 소송을 제기했다. 냅스터는 음악 산업으로부터 다음과 같은 혐의에 직면했다.
1. 사용자들의 원고 저작권 직접 침해.
2. 냅스터가 원고 저작권 침해에 기여적 책임이 있음.
3. 냅스터가 원고 저작권 침해에 대리적 책임이 있음.

냅스터는 지방 법원에서 패소했지만, 미국 제9순회항소법원에 항소했다. 냅스터가 상업적으로 중요하지 않은 비침해적 사용이 가능하다는 것이 명백했음에도 불구하고, 제9순회법원은 지방 법원의 결정을 유지했다. 직후, 지방 법원은 냅스터에게 네트워크 활동을 추적하고 침해 자료의 위치를 통보받으면 해당 자료에 대한 접근을 제한하라고 명령했다. 냅스터는 이를 준수할 수 없었고, 따라서 2001년 7월에 서비스를 폐쇄해야 했다. 2002년, 냅스터는 파산을 신청하고 자산을 제3자에게 매각했다고 발표했다. 2018년 롤링 스톤 기사에서 메탈리카의 커크 해미트(Kirk Hammett)는 냅스터를 고소하는 것이 "옳은" 일이었다는 밴드의 의견을 지지했다.

### 홍보력

냅스터는 2001년 2월에 정점을 찍었다

냅스터가 음반 산업의 판매에 해를 끼친다는 비난과 함께, 어떤 사람들은 파일 공유가 판매를 해치는 것이 아니라 오히려 자극한다고 정반대로 생각했다. 2000년 7월 잉글랜드 록 밴드 라디오헤드의 앨범 Kid A의 트랙이 앨범 발매 3주 전에 냅스터에 유출되었을 때 몇 가지 증거가 나왔을 수 있다. 마돈나, 닥터 드레 또는 메탈리카와 달리 라디오헤드는 미국에서 한 번도 상위 20위에 들지 못했다. 게다가 Kid A는 어떤 싱글도 발매되지 않은 앨범이었고, 라디오 방송도 비교적 적었다. 앨범 발매 당시, 이 앨범은 전 세계 수백만 명의 사람들이 무료로 다운로드했을 것으로 추정되었고, 2000년 10월 Kid A는 데뷔 주에 빌보드 200 판매 차트에서 1위를 차지했다. MP3 Newswire의 리처드 멘타에 따르면, 이 경우 냅스터의 효과는 판매를 유도할 수 있는 다른 요소들과 분리되었으며, 앨범의 예상치 못한 성공은 냅스터가 음악에 좋은 홍보 도구였음을 시사한다.
2000년 이래로 많은 음악가들, 특히 주요 레이블과 계약하지 않고 라디오 및 텔레비전과 같은 전통적인 대중 매체 채널에 접근할 수 없었던 음악가들은 냅스터와 그 뒤를 이은 인터넷 파일 공유 네트워크가 그들의 음악이 알려지고 입소문이 퍼지는 데 도움이 되었으며, 장기적으로 판매를 향상시켰을 수 있다고 말해왔다. 독립 아티스트를 위한 홍보 도구로서 냅스터를 공개적으로 옹호한 음악가 중 한 명은 2000년 A&M 레코드 소송에 직접적으로 연루된 DJ Xealot이었다. 퍼블릭 에너미의 척 D 또한 냅스터를 공개적으로 지지했다.

### 소송
냅스터의 저작권 자료 전송 촉진은 미국 음반 산업 협회(RIAA)의 반대에 부딪혔고, RIAA는 1999년 12월 6일 냅스터에 소송을 제기했다. 법적 조치는 서비스를 폐쇄하려는 의도였지만, 오히려 엄청난 홍보 효과를 가져왔고, 많은 대학생을 포함한 수백만 명의 새로운 사용자가 유입되었다. 제9순회항소법원에 대한 항소가 실패한 후, 2001년 3월 5일, 냅스터에게 네트워크에서 저작권이 있는 음악의 거래를 막으라는 금지 명령이 내려졌다.
그러나 로런스 레시그는 이 결정이 저작권 보호 관점에서는 거의 의미가 없다고 주장했다. "냅스터가 지방 법원에 식별된 침해 자료의 99.4%를 차단하는 기술을 개발했다고 말했을 때, 지방 법원은 냅스터 변호사에게 99.4%는 충분하지 않다고 말했다. 냅스터는 침해를 '제로'로 만들어야 했다. 99.4%가 충분하지 않다면," 레시그는 결론을 내렸다, "이것은 저작권 침해에 대한 전쟁이 아니라 파일 공유 기술에 대한 전쟁이다."

### 폐쇄
2001년 7월 11일, 냅스터는 금지 명령을 준수하기 위해 전체 네트워크를 폐쇄했다. 일주일 후, 미국 제9순회항소법원은 이전 주의 명령을 일시적으로 뒤집고 냅스터가 운영을 재개하도록 허용했다. 이는 냅스터가 무단 노래 교환의 극히 일부를 제외하고는 모두 차단할 수 있다고 밝혔기 때문이다. 2001년 9월 24일, 사건은 부분적으로 해결되었다. 냅스터는 음악 창작자 및 저작권 소유자에게 과거의 무단 음악 사용에 대한 합의금 2,600만 달러와 미래 라이선스 로열티에 대한 선급금 1,000만 달러를 지불하기로 합의했다. 이 비용을 지불하기 위해 냅스터는 무료 서비스를 구독 시스템으로 전환하려고 시도했고, 이로 인해 냅스터 트래픽이 감소했다. 2002년에 프로토타입 솔루션이 테스트되었다. PlayMedia Systems의 ".nap" 보안 파일 형식을 사용한 냅스터 3.0 알파와 Relatable로부터 라이선스 받은 오디오 핑거프린팅 기술이 사용되었다. 냅스터 3.0은 많은 전 냅스터 직원들에 따르면 배포 준비가 되어 있었지만, 주요 레이블 음악을 배포하기 위한 라이선스를 얻는 데 상당한 어려움을 겪었다. 2002년 5월 17일, 냅스터는 자산을 독일 미디어 회사인 베르텔스만에 8,500만 달러에 인수되어 냅스터를 온라인 음악 구독 서비스로 전환할 것이라고 발표했다. 두 회사는 2000년 중반부터 협력하고 있었다. 이때 베르텔스만은 냅스터에 대한 저작권 소송을 취하한 최초의 주요 레이블이 되었다. 인수 합의 조건에 따라, 6월 3일 냅스터는 챕터 11 파산법에 따라 보호 신청을 했다. 2002년 9월 3일, 미국 파산 판사는 베르텔스만에게 매각을 막고 냅스터에게 자산을 청산하도록 강제했다.

### 이름 재사용
냅스터의 브랜드와 로고는 록시오가 파산 경매에서 인수하여 프레스플레이 음악 서비스를 냅스터 2.0으로 리브랜딩하는 데 사용되었다. 2008년 9월, 냅스터는 미국 전자제품 소매업체인 베스트 바이에 1억 2,100만 달러에 인수되었다. 2011년 12월 1일, 베스트 바이와의 계약에 따라 냅스터는 랩소디와 합병했으며, 베스트 바이는 랩소디의 소수 지분을 받았다. 2016년 7월 14일, 랩소디는 랩소디 브랜드를 단계적으로 폐지하고 냅스터를 선호했으며, 이후 국제적으로 자사 서비스를 냅스터로 브랜딩했다. 그리고 아이하트라디오 앱 및 프리미엄 라디오와 함께 주문형 음악 경험을 제공하는 All Access 음악 구독 서비스와 같은 다른 브랜드에 서비스로서의 주문형 음악을 제공함으로써 다른 시장으로 확장했다.
2020년 8월 25일, 냅스터는 가상 현실 콘서트 회사인 MelodyVR에 매각되었다.
2022년 5월 10일, 냅스터는 Hivemind와 알고랜드에 매각되었다. 투자 컨소시엄에는 ATC Management, BH Digital, G20 Ventures, 스카이브리지, RSE Ventures, 아링턴 캐피털, Borderless Capital 등이 포함된다.
2025년 3월 25일, 냅스터는 디지털 미디어 및 인공 지능 전문 기술 및 엔터테인먼트 회사인 Infinite Reality에 2억 7백만 달러에 매각되었다.

## 대중 문화에서
- 냅스터에서 일하는 사람들의 경험을 다룬 여러 책이 있다.
  - 조셉 멘(Joseph Menn)의 《열광의 도가니: 숀 패닝의 냅스터의 흥망성쇠》(All the Rave: The Rise and Fall of Shawn Fanning's Napster)[37]
  - 존 앨더맨(John Alderman)의 《소닉 붐: 냅스터, MP3, 그리고 새로운 음악 개척자들》(Sonic Boom: Napster, MP3, and the New Pioneers of Music)[38]
  - 스티브 노퍼(Steve Knopper)의 《자멸에 대한 갈망: 디지털 시대 음반 산업의 화려한 몰락》(Appetite for Self Destruction: The Spectacular Crash of the Record Industry in the Digital Age).[39]
- 2003년 영화 《이탈리안 잡 (2003년 영화)》에는 냅스터 공동 창립자 숀 패닝이 자신으로 카메오 출연한다. 이는 한 등장인물의 가공된 배경 이야기인 원래의 "냅스터"에 신빙성을 더했다.[40]
- 2010년 영화 《소셜 네트워크 (영화)》에는 냅스터 공동 창립자 숀 파커(저스틴 팀버레이크가 연기)가 인기 웹사이트 페이스북의 부상에 등장한다.[41]
- 2013년 영화 《Downloaded (영화)》는 인터넷에서 미디어를 공유하는 것에 대한 다큐멘터리로, 냅스터의 역사가 포함되어 있다.
- 2024년 영화 How Music Got Free는 동명의 논픽션 서적을 기반으로 한 다큐멘터리로, 냅스터 및 다른 애플리케이션에 대한 언급과 함께 인터넷 파일 공유에 대해 다룬다.

## 같이 보기
- 비트토렌트
- 그누텔라
- 냅스터 (스트리밍 서비스)
- 파이러트베이

## 추가 문헌
- Carlsson, Bengt; Gustavsson, Rune (2001). 《The Rise and Fall of Napster – An Evolutionary Approach》. 《Proceedings of the 6th International Computer Science Conference on Active Media Technology》.
- Giesler, Markus; Pohlmann, Mali (2003). 《The Social Form of Napster: Cultivating the Paradox of Consumer Emancipation》. 《Advances in Consumer Research》.
- Giesler, Markus; Pohlmann, Mali (2003). 《The Anthropology of File Sharing: Consuming Napster as a Gift》. 《Advances in Consumer Research》.
- Giesler, Markus (2006). 《Consumer Gift Systems》. 《Journal of Consumer Research》 33. 283–290쪽. doi:10.1086/506309. S2CID 144952559.
- Green, Matthew (2002). 《Napster Opens Pandora's Box: Examining How File-Sharing Services Threaten the Enforcement of Copyright on the Internet》. 《Ohio State Law Journal》 63. 799쪽.
- InsightExpress. 2000. Napster and its Users Not violating Copyright Infringement Laws, According to a Survey of the Online Community.
- Ku, Raymond Shih Ray (2001). 《The Creative Destruction of Copyright: Napster and the New Economics of Digital Technology》. 《University of Chicago Law Review》. doi:10.2139/ssrn.266964. SSRN 266964.
- McCourt, Tom; Burkart, Patrick (2003). 《When Creators, Corporations and Consumers Collide: Napster and the Development of On-line Music Distribution》. 《Media, Culture & Society》 25. 333–350쪽. doi:10.1177/0163443703025003003. S2CID 153739320.
- Orbach, Barak (2008). 《Indirect Free Riding on the Wheels of Commerce: Dual-Use Technologies and Copyright Liability》. 《Emory Law Journal》 57. 409–461쪽. SSRN 965720.
- Abramson, Bruce (2005). 《Digital Phoenix; Why the Information Economy Collapsed and How it Will Rise Again》. MIT Press. ISBN 978-0-262-51196-4.
- Judge criticises both parties in Napster case
- "The File Sharing Movement" in Jack Goldsmith and Tim Wu, Who Controls the Internet: Illusions of a Borderless World Oxford University Press, 2006, pp. 105–125. ISBN 978-0-19-515266-1